# Represa de Três Irmãos
La represa de Três Irmãos, está ubicada sobre el río Tieté, afluente del río Paraná, cerca de la ciudad de Pereira Barreto, estado de São Paulo, Brasil. Cuenta una esclusa que facilita la navegación a lo largo de la Hidrovía Paraná-Tieté.
Entró en operaciones en 1993, cuenta con 5 turbinas tipo Francis de 161,5 MW cada una, otorgando una potencia total instalada de 807 MW. La presa posee 3.640 metros de longitud, formando un embalse de 785 km² de superficie.
El Canal Pereira Barreto, de 9.600 metros de longitud, comunica el embalse de la represa con el de la represa de Ilha Solteira, propiciando la producción energética integrada de los 2 aprovechamientos hidroeléctricos. Junto con las represas de Ilha Solteira y Jupiá conforma el Complejo Hidroeléctrico de Urubupungá.